# Stereospermum kunthianum
Espèce
Synonymes
- Bignonia lanata R.Br. ex Fresen.[1]
- Dolichandrone smithii Baker[1]
- Stereospermum arguezona A.Rich.[1]
- Stereospermum cinereoviride K.Schum.[1]
- Stereospermum dentatum A.Rich.[1]
- Stereospermum integrifolium A.Rich.[1]
- Stereospermum kunthianum var. dentatum (A.Rich.) Fiori[1]

Stereospermum kunthianum est une espèce de plantes à fleurs de la famille des Bignoniaceae, originaire d’Afrique tropicale. C'est un arbre ou un arbuste aux fleurs roses groupées en panicule lâche. 

## Liste des variétés
Selon Tropicos (22 septembre 2017) :
- variété Stereospermum kunthianum var. dentatum (A. Rich.) Fiori

## Utilisation
Au Nord Cameroun, les feuilles sont consommées par le bétail. On y prête également à cette plante des pouvoirs magiques : ainsi, une branche plantée dans l'entrée d'un saré ferait venir visiteurs et amis ; l'écorce d'un arbre isolé permettrait de se débarrasser d'une femme ; les fruits montés en ceinture éloigneraient les maladies.